# Janet Baker
Dame Janet Abbott Baker (ur. 21 sierpnia 1933 w Hatfield) – angielska śpiewaczka (mezzosopran).

## Życiorys
Uczęszczała do York College for Girls oraz Wintringham School w Grimsby. Uczyła się śpiewu u Helene Isepp. W 1956 roku zdobyła II nagrodę w Konkursie im. Kathleen Ferrier, dzięki której mogła podjąć studia w Mozarteum w Salzburgu u Lotte Lehmann. Debiutowała na scenie operowej w 1956 roku rolą Róży w Tajemnicy Bedřicha Smetany. Aktywna jako śpiewaczka operowa i estradowa. W jej repertuarze znajdowały się pieśni Schumanna i Schuberta, a także partie oratoryjne i operowe z dzieł Monteverdiego, Purcella, Händla, Mozarta, Glucka, Donizettiego, Berlioza, Gounoda, Straussa i Brittena. Występowała na scenach europejskich i amerykańskich, m.in. w Covent Garden Theatre i na festiwalu operowym w Glyndebourne. Szczególne miejsce w jej repertuarze zajmowała muzyka baroku, którą wykonywała jako jedna z pierwszych śpiewaczek. Współpracowała z Raymondem Leppardem, występowała także wspólnie z Dietrichem Fischerem-Dieskau.
W lipcu 1982 roku przeszła na emeryturę, po raz ostatni wystąpiła publicznie na koncercie w Nowym Jorku w 1989 roku. Opublikowała autobiografię pt. Full Circle (Londyn 1982).
Doctor honoris causa Uniwersytetu w Birmingham (1969). Wyróżniona komandorią Orderu Imperium Brytyjskiego (1970), Shakespeare Prize (1971), tytułem szlacheckim przysługującym wraz z promocją na Damę Komandora Orderu Imperium Brytyjskiego (1976), Nagrodą Fundacji Muzycznej Léonie Sonning (1979), Orderem Towarzyszy Honoru (1994) i francuską komandorią Orderu Sztuki i Literatury (1995).